# E Jie
E Jie (chiń. 鄂洁; ur. 24 czerwca 1967) – chińska florecistka, brązowa medalistka mistrzostw świata.
Podczas mistrzostw świata w Lyonie w 1990 roku Chinki w składzie: Liang Jun, Sun Hongyun, Xiao Aihua i E Jie zdobyły brązowy medal w turnieju drużynowym. W tej samej konkurencji zajęła też szóste miejsce na mistrzostwach świata w Budapeszcie w 1991 roku.
Wystartowała na igrzyskach olimpijskich w Barcelonie w 1992 roku, gdzie zajęła 28. miejsce indywidualnie i szóste drużynowo. 
Ponadto na igrzyskach azjatyckich w Pekinie (1990) zdobyła brązowy medal indywidualnie i złoty drużynowo. 